# Ellipteroides ominosus
Ellipteroides ominosus är en tvåvingeart som först beskrevs av Alexander 1926.  Ellipteroides ominosus ingår i släktet Ellipteroides och familjen småharkrankar.
Artens utbredningsområde är Paraguay. Inga underarter finns listade i Catalogue of Life.